# Secastilla
Secastilla è un comune spagnolo situato nella comunità autonoma dell'Aragona.